# Заморское сообщество
Заморское сообщество (фр. Collectivité d'outre-mer, COM) — единица административного деления Франции первого уровня. Этот вид административных единиц был введён в результате конституционной реформы 28 марта 2003 года, в «заморские сообщества» были переквалифицированы некоторые бывшие «заморские территории», а также коммуны с особым статусом.

## Конституционный статус
Статус «заморского сообщества» устанавливается статьёй 74 Конституции Франции. К «заморским сообществам» не относятся
- заморские департаменты, чей статус устанавливается статьёй 73 Конституции Франции,
- Новая Каледония, чей статус устанавливается статьями 76 и 77 Конституции Франции,
- Французские Южные и Антарктические территории и Клиппертон, чей статус устанавливается статьёй 72-3 и которые управляются в соответствии с законом 55-1052 от 6 августа 1955 года

## Компетенция и организация
Заморские сообщества обладают расширенными правами по сравнению с обычными департаментами — в частности, обладают таможенной и фискальной автономией, имеют отдельную от метрополии систему социального обеспечения.
Несмотря на то, что заморские сообщества являются частями Французской Республики, в отношении них (за исключением Сен-Пьер и Микелона, Сен-Бартельми и Сен-Мартена) действует специальная законодательная система, в соответствии с которой принимаемые во Франции законы не распространяются на них, если только об этом не упомянуто специально. В результате во многих областях заморские сообщества управляются образом, отличным от остальных частей Франции.
Заморские сообщества имеют местные правительства, чья автономия гарантирована на международном уровне. В отличие от «заморских департаментов», «заморские сообщества» (кроме Сен-Мартена) не являются частью Европейского Союза и не включаются автоматически в международные договоры и соглашения, подписываемые и ратифицируемые Францией. Заморские сообщества могут самостоятельно заключать международные соглашения (обычно регионального уровня, касающиеся экономики и окружающей среды).

## Список заморских сообществ Франции
В настоящее время в составе Франции имеется пять заморских сообществ:
- Французская Полинезия
- Сен-Пьер и Микелон
- Уоллис и Футуна
- Сен-Мартен
- Сен-Бартельми

До 2011 года статус «заморского сообщества» имела Майотта, однако 31 марта 2011 года она сменила статус на «заморский департамент».